# Appelbloedluis
De appelbloedluis (Eriosoma lanigerum) is een plantensap opzuigend insect uit de superfamilie van de bladluizen (Aphididae). De luis komt van nature voor in Noord-Amerika en is van daaruit verspreid naar onder andere Europa en Nieuw-Zeeland. Bij het stukwrijven van de luizen ontstaan bloedrode vlekken, vandaar de naam bloedluis.

## Beschrijving
De veel voorkomende ongevleugelde, volwassen dieren worden ongeveer 1,8 millimeter lang en hebben een roodbruine tot donkervioletachtige kleur. De sifons zijn zeer kort en bijna niet te zien. Het lichaam van de luizen die boven de grond leven is met lange, wolachtige, uit was bestaande haren bedekt. Die van onder de grond levende luizen zijn met witachtig-blauwe wasdeeltjes bezet. De gevleugelde imagines zijn iets groter dan de ongevleugelden en hebben een matte blauwgrijse kleur en zijn maar spaarzaam met was bedekt. De voorvleugels zijn doorzichtig, waarvan de dikke aderen aan de voorkant een karakteristieke donkere kleur hebben.
De nimfen hebben een langgerekt en iets afgevlakt lichaam met een bleekgrijze tot roodachtigbruine kleur en produceren tijdens hun ontwikkeling een blauwachtig-witte was. De jonge nimf is ongeveer 0,6 mm lang en groeit uit tot 1,3 mm. Hun zeer markante zuigsnuit is ten minste even lang als hun lichaam.
De ovale eitjes zijn 0,3 mm lang, bruin tot violet gekleurd en met een waslaagje bedekt.

## Levenswijze
In Noord-Amerika, waar ook seksuele reproductie plaatsvindt, komen de luizen vooral voor op de Amerikaanse iep (Ulmus americana). In Europa plant de appelbloedluis zich bijna uitsluitend door parthenogenese voort en leeft daar voornamelijk op appelbomen (Malus). Ook komt de luis voor op kweepeer (Cydonia oblonga) en soms ook op perenbomen (Pyrus). Imagines en nimfen zuigen het plantensap uit jonge, één- tot driejarige twijgen, maar ook uit (snoei)wonden op oudere takken. Ze zuigen niet aan bladeren.
De appelbloedluis overwintert als nimf op de wortels van de waardplanten, één tot twee meter onder de grond. Nimfen en ook imagines kunnen in zachte winters ook bovengronds op goed beschutte plaatsen overleven. Bij grote populaties overwintert de appelbloedluis als ei in bastscheuren. Van maart tot april baren de ongevleugelde vrouwtjes levende nimfen. Een vrouwtje kan tot aan de herfst wel 100 tot 120 nimfen baren. Alleen als de kolonie te groot wordt ontstaan, meestal vanaf juli, gevleugelde vrouwtjes. Per jaar komen tien tot twaalf generaties voor. In het begin zijn de nimfen zeer actief en kunnen vanaf de wortels naar de bovengrondse delen lopen en omgekeerd. Ze kunnen ook door de wind of door andere dieren verder verspreid worden. De luizen doorlopen vier nimfenstadia, waarbij ze in elk stadium een keer vervellen, voordat de luis het imagostadium bereikt. In de herfst baren een deel van de nimfen mannetjes die met de ongevleugelde vrouwtjes paren. Deze vrouwtjes zetten vervolgens een enkel, relatief groot eitje af.

## Natuurlijke vijanden
De larven van de sluipwesp Aphelinus mali parasiteren op de appelbloedluis. Ze zijn echter zeer gevoelig voor insecticiden en komen daarom alleen in biologische boomgaarden voor. Daarnaast komen veel verschillende vijanden voor zoals lieveheersbeestjes, gaasvliegen- en zweefvliegenlarven.

## Schadelijkheid en bestrijding
Het zuigen van de appelbloedluis veroorzaakt galvorming en houtige uitgroeisels (bloedluiskanker). Een zware aantasting van de wortels kan afsterving van de wortels veroorzaken, hetgeen tot verminderde groei kan leiden en afsterven van jonge bomen. Door het afbreken van de gallen ontstaan wonden waar schimmels kunnen infecteren. Ook de vruchten kunnen door de appelbloedluizen, die op de vruchtstelen kunnen voorkomen, vervuild raken met honingdauw en was.
Zodra een aantasting wordt waargenomen is het zinvol om met een insecticide zoals diazinon, dimethoaat, fosalon, mevinfos, omethoaat, pirimicarb, fosfamidon of vamidothion te spuiten, waarbij echter alleen de bovengronds levende luizen gedood worden.